# میان‌دوهان سفلی
میان‌دوهان سفلی روستایی است در شهرستان کوهرنگ، بخش بازفت، استان چهارمحال و بختیاری.